# Абдулла Сайхан
Абдулла Вабран Сайхан (араб. عبد الله وبران, нар. 7 лютого 1971, Ель-Кувейт) — кувейтський футболіст, що грав на позиції півзахисника за «Аль-Тадамон», «Аль-Арабі» та катарський «Аль-Райян», а також за національну збірну Кувейту.

## Клубна кар'єра
У дорослому футболі дебютував 1989 року виступами за команду «Аль-Тадамон», в якій провів шість сезонів. 
Згодом з 1995 по 2000 рік грав за «Аль-Арабі» та катарський «Аль-Райян».
2000 року повернувся до «Аль-Тадамона», а за п'ять років знову приєдгнався до «Аль-Арабі», вистапами за який і завершив 2007 року ігрову кар'єру.

## Виступи за збірні
У складі олімпійської збірної Кувейту — учасник футбольних турнірів на Олімпійських іграх 1992 в Барселоні та Олімпійських іграх 2000 в Сіднеї.
1992 року дебютував в офіційних матчах у складі національної збірної Кувейту. У її складі був учасником кубка Азії 1996 в ОАЕ та кубка Азії 2000 в Лівані.
Загалом протягом кар'єри в національній команді, яка тривала 16 років, провів у її формі 50 матчів, забивши 9 голів.

## Титули і досягнення
- Володар Кубка Еміра Кувейту (2):

«Аль-Арабі»: 1995-1996, 2005-2006
- Володар Кубка Еміра Катару (1):

«Аль-Райян»: 1998-1999
- Переможець Кубка націй Перської затоки: 1996